# Programme spatial habité de la Chine
Le programme spatial habité de la Chine est un programme développé par la république populaire de Chine et géré par l'Agence chinoise des vols spatiaux habités dont l'objectif est de concevoir et de réaliser des missions spatiales avec équipage. Ce programme approuvé en 1992 sous l'appellation Projet 921-1 a été divisé en trois phases de complexité croissante : 
- réalisation de missions avec de courts séjours en orbite basse à bord du vaisseau Shenzhou placé en orbite par le lanceur Longue Marche 2F.
- séjours à bord d'un laboratoire spatial (Tiangong 1 et Tiangong 2), réalisation de sorties extravéhiculaires, mise au point de procédures de rendez-vous et d'amarrage spatial.
- séjours de longue durée à bord d'une station spatiale modulaire (Station spatiale chinoise) ravitaillées par le cargo spatial Tianzhou.

Ces trois phases se sont achevées avec l'amarrage en novembre 2022 de la mission Shenzhou 15 avec la Station spatiale chinoise. La prochaine étape est le lancement de missions avec équipages à la surface de la Lune avec une première mission prévue vers 2030.
Les missions du programme spatial habité chinois utilisent le vaisseau spatial Shenzhou développé avec l'aide de la Russie, et qui présente de grandes similarités avec le vaisseau Soyouz, ainsi que le lanceur Longue Marche 2F qui est tiré depuis la base de lancement de Jiuquan. La première mission avec équipage a lieu le 15 octobre 2003 (mission Shenzhou 5) après quatre vols sans équipage destinés à qualifier le vaisseau entre 1999 et 2002. Fin 2011, quatre missions habitées Shenzhou ont été lancées depuis le démarrage du programme : elles ont permis de tester des configurations de vol (taille de l'équipage, opérations en vol) de complexité croissante. Dans le cadre de la mission Shenzhou 7, l'astronaute Zhai Zhigang réalise la première sortie d'un Chinois dans l'espace le 27 septembre 2008. Le 16 juin 2012, dans le cadre de la mission Shenzhou 9, Liu Yang devint la première astronaute chinoise à aller dans l'espace. Deux prototypes de station spatiale Tiangong 1 et Tiangong 2 sont placés en orbite respectivement en 2011 et 2016. L'arrivée des nouveaux lanceurs Longue Marche 7 et Longue Marche 5 plus puissants permet le lancement et l'assemblage des trois modules de la station spatiale chinoise de 60 tonnes entre 2021 et 2022 ravitaillée par le cargo spatial Tianzhou. En 2021 un équipage de trois astronautes effectue le premier séjour de longue durée (six mois).

## Historique
| Date | Mission                   | Description                              |
| ---- | ------------------------- | ---------------------------------------- |
| 1992 | Projet 921                | Début développement du programme         |
| 1999 | Shenzhou 1                | Premier vol vaisseau Shenzhou            |
| 2003 | Shenzhou 5                | Premier vol avec équipage                |
| 2007 | Shenzhou 7                | Première sortie extravéhiculaire         |
| 2011 | Shenzhou 8                | Premier rendez-vous spatial              |
| 2013 | Shenzhou 10               | Premier séjour dans station spatiale     |
| 2013 | Tianzhou 1                | Premier ravitaillement par cargo spatial |
| 2020 | Station spatiale chinoise | Lancement module central                 |
| 2021 | Shenzhou 12               | Premier séjour de longue durée (6 mois)  |
| 2022 | Station spatiale chinoise | Fin assemblage                           |

### Le projet 714 (1971)
La Chine place en orbite son premier satellite artificiel, Dong Fang Hong 1 (L'Orient est rouge) le 24 avril 1970 à l'aide d'une fusée Longue Marche 1 tirée depuis la base de lancement de Jiuquan. Elle devient ainsi la cinquième puissance spatiale après l'Union soviétique, les États-Unis, la France et le Japon. La création d'un programme de vols spatiaux habités sous-tendue par un premier rapport d'experts et la création d'un institut de recherche voué à la médecine spatiale en 1968, se concrétise en 1971 avec le lancement par Mao Zedong du projet 714 dont l'objectif est de placer sur orbite le premier astronaute chinois en 1973. 19 astronautes sont sélectionnés mais le programme, trop ambitieux pour la Chine de l'époque, est arrêté peu après. Toutefois la mise au point des techniques nécessaires se poursuit. Le satellite FSW-01, le 26 novembre 1975 permet à la Chine de mettre au point les techniques de rentrée atmosphérique et d'atterrissage qui seront utilisées dans le cadre des vols spatiaux habités. La mort de Mao Zedong en 1976 entraine des bouleversements dans les priorités du pays qui touchent également le programme spatial. Le premier bâtiment de la série Yuan Wang destiné au suivi des trajectoires des missiles, lanceurs et satellites entre en service en 1979. Le premier missile balistique intercontinental chinois est tiré avec succès à sa portée maximale en mai 1980.

### Le projet 921 (1992)
Après la première tentative avortée dans les années 1960, un projet de programme spatial habité (projet 863-204) est lancé en mars 1986. Il prévoit notamment le développement d'un vaisseau habité et d'une station spatiale. Ce projet est abandonné en 1992 au profit du projet 921. En lançant ce programme de prestige à l'opposé de la stratégie adoptée jusque-là, Jiang Zemin veut sans doute surtout profiter de l'occasion créée par l'éclatement de l'Union soviétique qui permet à la Chine de se procurer à faible cout toute la technologie nécessaire à un vol habité. Le projet est placé le 1er janvier 1993 sous la direction de Qi Faren et de Wang Yongzhi. Il est planifié trois phases s'étalant sur deux décennies :
- Durant la phase 1, deux vols sans équipage sont effectués. Le premier vol habité chinois doit avoir lieu en 2002.
- La phase 2 débute en 2007 et comprend plusieurs vols destinés à tester la technologie de rendez-vous et d'amarrage en orbite ainsi que la mise en œuvre d'un laboratoire spatial léger.
- La phase 3 prévoit la mise en orbite d'une station spatiale de 20 tonnes qui devrait avoir lieu durant la période 2010-2015.

En 1995, des accords sont passés entre la Russie et la Chine portant sur l'acquisition des technologies du vaisseau russe Soyouz ainsi que l'achat d'exemplaires du vaisseau, de systèmes de support-vie, d'amarrage et de combinaisons spatiales. Les équipages chinois sont entrainés dans les installations de la Cité des Étoiles à Moscou. Le programme est baptisé Shenzou, c'est-à-dire vaisseau divin, allusion au nom poétique de la Chine (pays divin). Le vaisseau Shenzhou a des caractéristiques très proches du vaisseau Soyouz. Il se différencie par des dimensions légèrement supérieures et une forme légèrement plus cylindrique. Comme le vaisseau Soyouz, le vaisseau Shenzhou atterrit sur la terre ferme. En 1996, deux astronautes chinois, Wu Jie et Li Qinglong commencent leur formation au Centre d'entraînement des cosmonautes Youri-Gagarine en Russie. Une fois cette formation achevée, les deux hommes retournent en Chine et participent à la formation d'autres astronautes chinois à Pékin et au Centre spatial de Jiuquan. De nouvelles installations (bâtiment d'assemblage, pas de tir, etc.) sont bâties sur la base de lancement de Jiuquan, en Mongolie-Intérieure; Au printemps 1998, une maquette taille réelle du lanceur Longue Marche 2F version du lanceur Longue Marche développée pour placer en orbite le vaisseau Shenzhou est mise en œuvre pour les tests d'intégration et de capacité.

### Premier vol du vaisseau Shenzhou

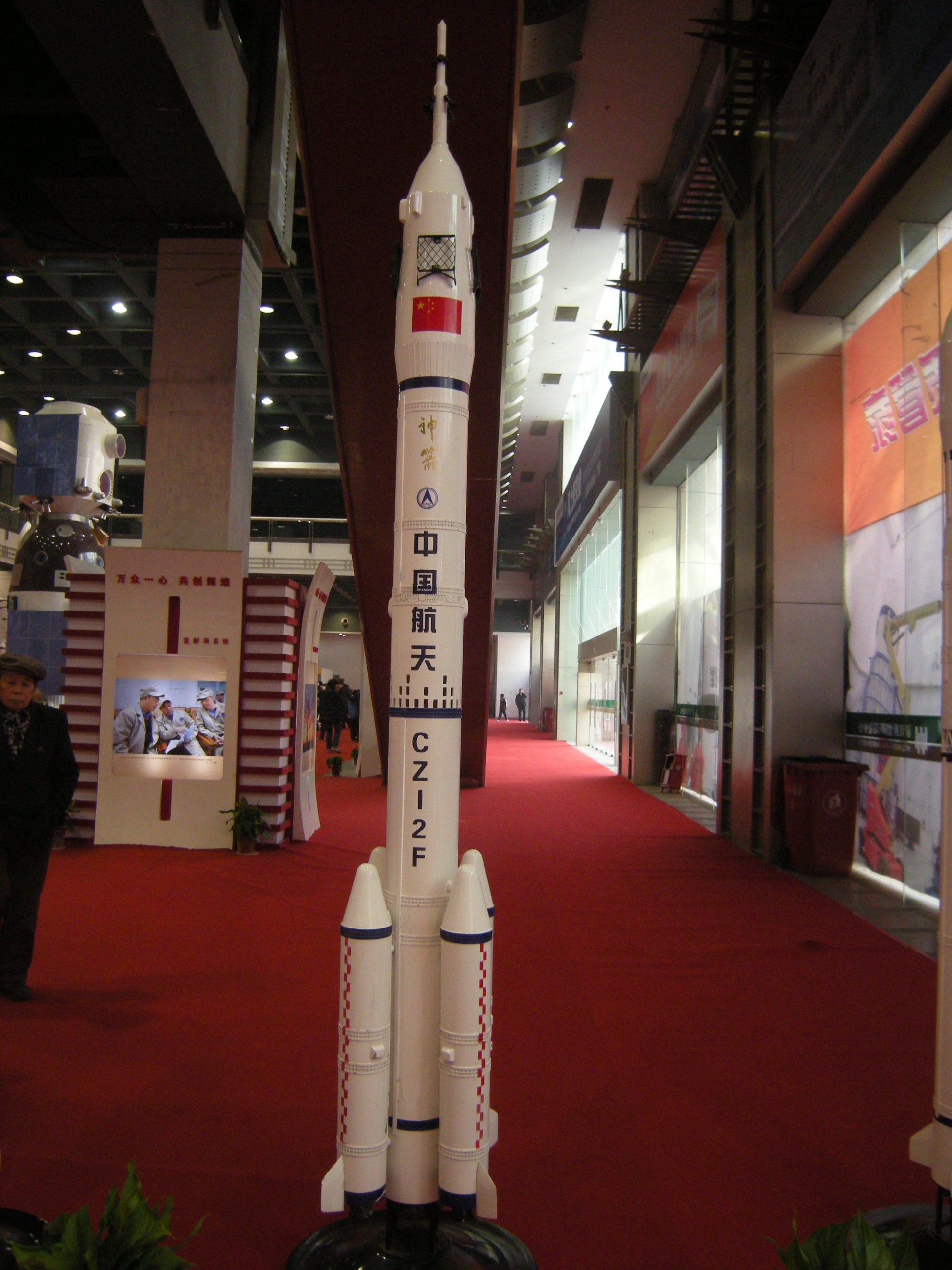
Maquette du lanceur Longue Marche 2F.

Le premier vol du vaisseau spatial sans équipage, Shenzhou 1 a lieu le 20 avril 1999, une date choisie pour symbolisme puisqu'il s'agit du 50e anniversaire de la fondation de la république populaire de Chine. Trois autres vols (Shenzhou 2 à Shenzhou 4) sont effectués entre 2001 et 2002 pour mettre au point le vaisseau, le lanceur et le segment terrestre.

### Premier chinois dans l'espace

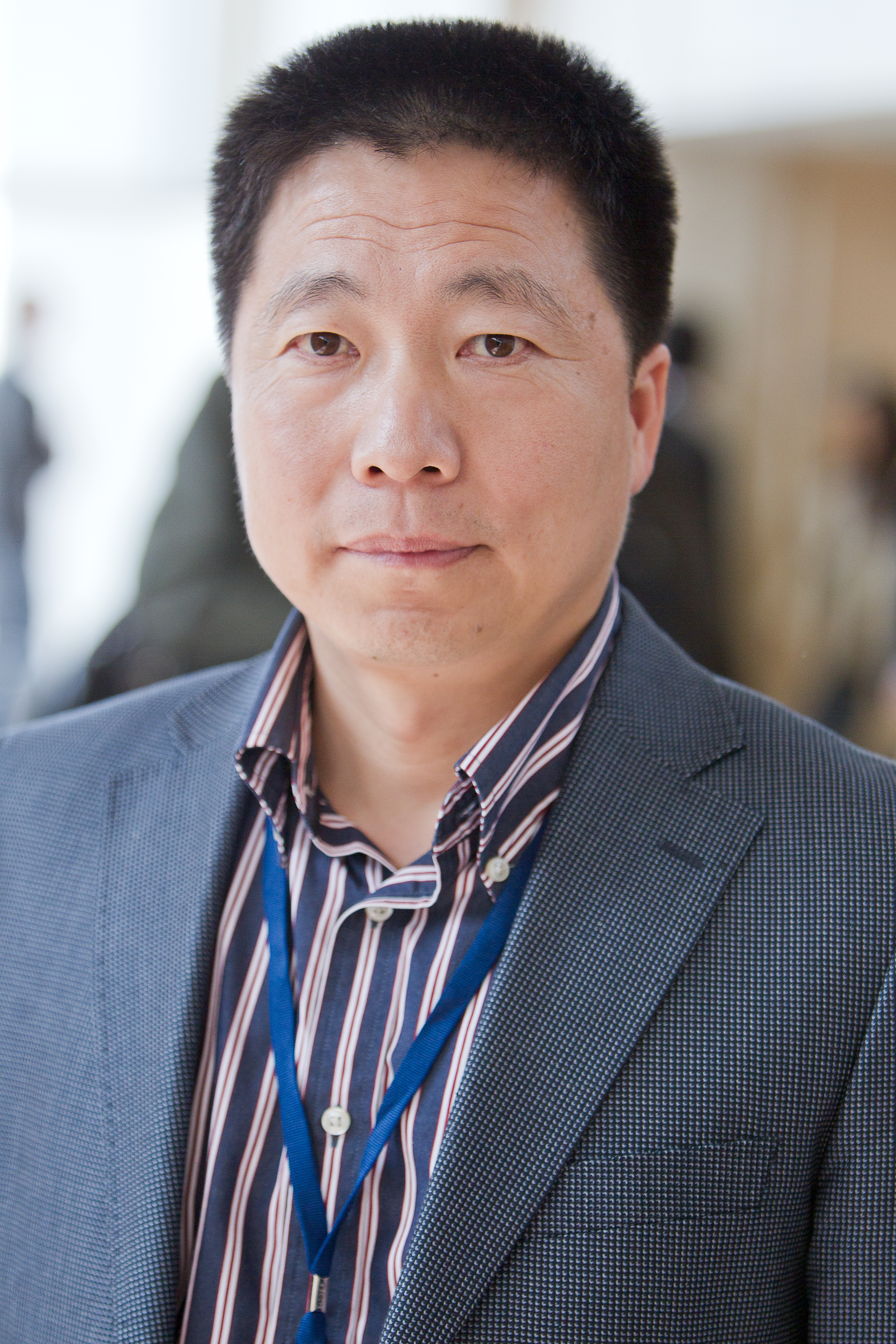
Yang Liwei, devenu en 2003 le premier chinois dans l'espace lors du vol Shenzhou 5.

Le cinquième vol, Shenzhou 5 est le premier transportant un chinois dans l'espace (Yang Liwei), fut lancé le 15 octobre 2003. Tout comme les programmes spatiaux similaires d'autres pays, le programme Shenzhou la question est posée de savoir si la Chine doit dépenser de l'argent dans un programme spatial habité, alors que le niveau de vie moyen des chinois est encore très bas. En effet, deux programmes de vols spatiaux habités antérieurs, l'un au milieu des années 1970 et l'autre dans les années 1980 ont été annulés à cause de leurs coûts importants. En réponse aux détracteurs, un certain nombre de justifications sont diffusées dans les médias chinois. La première est que le destin à long terme de l'humanité réside dans l'exploration de l'espace, et que la Chine ne doit pas être laissée pour compte. Une autre est que ce programme doit catalyser le développement de la science et de la technologie en Chine. Enfin le prestige résultant de cette capacité a également pour objectif d'améliorer l'image de la Chine dans le monde, d'une manière similaire aux Jeux olympiques de 2008. Le 17 octobre 2005, à la suite du succès du vol habité Shenzhou 6 les responsables chinois indiquent que la mission a couté 110 millions de dollars tandis que 2,3 milliards de dollars US ont été dépensées pour le projet 921-1 au cours des onze années précédentes.

### Mise au point du programme de station spatiale (2011-2020)

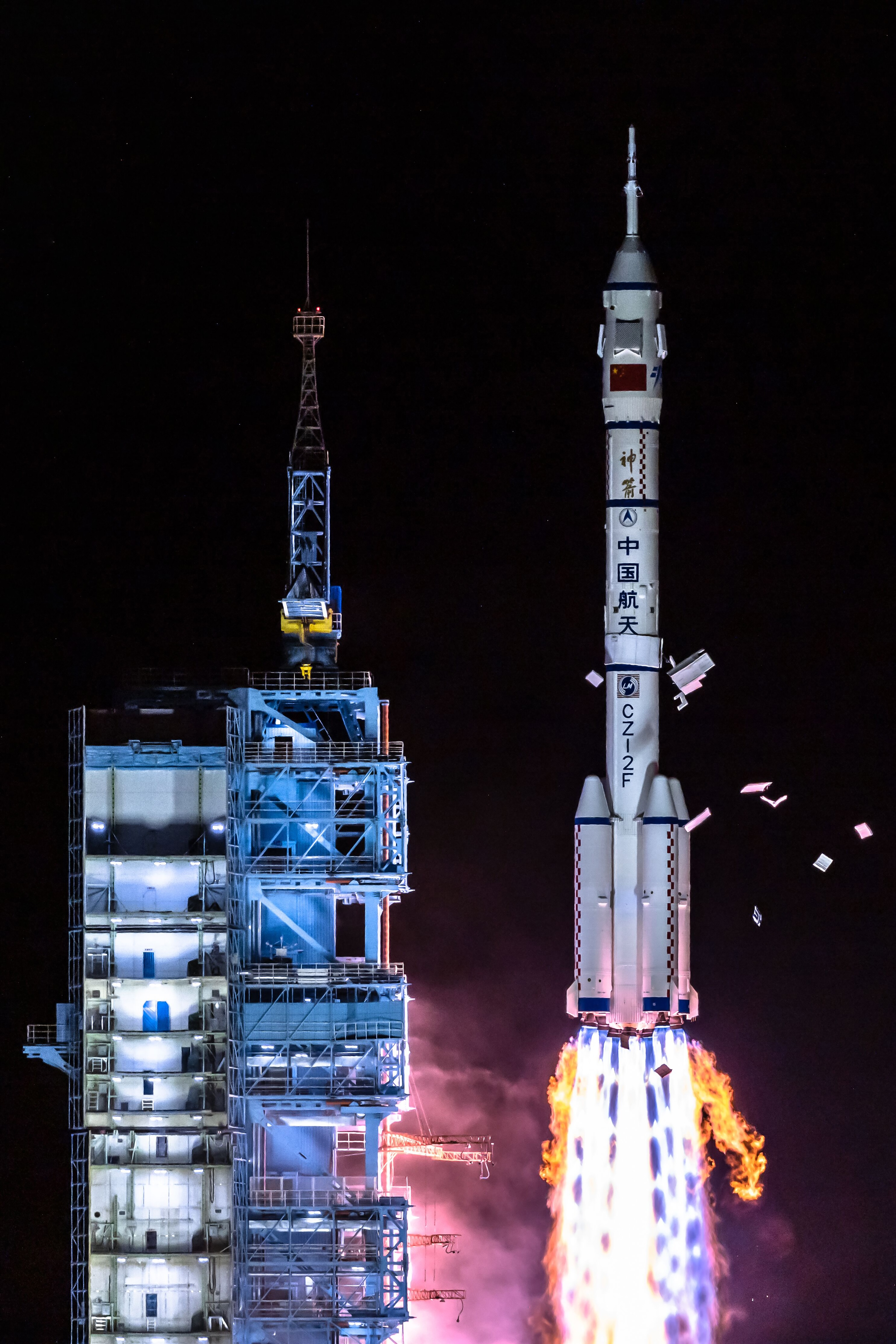
Lancement de la mission Shenzhou 13.

Au début de la décennie 2010, la Chine entame une nouvelle phase dont l'objectif est de déployer une station spatiale de grande taille. Pour atteindre cet objectif, il faut à la fois mettre au point la conception et l'utilisation d'une station spatiale, développer des lanceurs capables de placer en orbite basse des charges plus importantes et améliorer la couverture pour les liaisons entre l'orbite basse et le sol.
En 2011, le vaisseau spatial Tiangong 1, un prototype de station spatiale de petite taille (8,5 tonnes), est mis en orbite et reçoit deux équipages pour des missions d'une durée de deux semaines en testant les techniques de rendez-vous orbital et d'amarrage en mode automatique et manuel. Un deuxième prototype de station spatiale, plus sophistiquée, Tiangong-2 est lancé le 15 septembre 2016. La station spatiale est occupée durant un mois par l'équipage du vaisseau Shenzhou 11 qui a décollé le 17 octobre 2016.
Pour le ravitaillement de ses stations spatiales, la Chine développe le cargo spatial Tianzhou dont le premier vol a lieu en avril 2017. Le vaisseau s'amarrer de manière automatique à la station spatiale Tiangong-2. Tianzhou a une masse à sec d'environ 13 tonnes et est capable d'emporter environ 6,5 tonnes de fret. Il peut s'amarrer de manière automatique à la station spatiale et est détruit à son retour durant la rentrée atmosphérique.
Au début du programme spatial habité, les communications entre le sol et les vaisseaux en orbite passent par un réseau de stations terriennes qui assure une couverture très partielle lorsque ceux-ci sont au-dessus des océans ou de pays étrangers. Pour améliorer cette couverture, dans l'optique des futures missions longues mais également pour répondre à des besoins non liés au programme spatial habité, la Chine commence à déployer en orbite géostationnaire les satellites de télécommunications Tianlian qui servent de relais avec la Terre. Les deux premiers satellites lancés le 25 avril 2008 et le 11 juillet 2011 permettent d'assurer une couverture de 85 %,.
Pour lancer le cargo spatial Tianzhou (13,5 tonnes) et les modules de 20 tonnes de la Station spatiale chinois la Chine développe des nouveaux lanceurs spatiaux. La fusée Longue Marche 7, qui peut emporter 13,5 tonnes en orbite basse et sera utilisée pour placer en orbite le cargo spatial, effectue son premier vol le 26 juin 2015. La Longue Marche 5B est une version bi-étages de la Longue Marche 5 (cette version de base est conçue pour le lancement des sondes spatiales explorant le système solaire). La Longue Marche 5B permet de placer 22 tonnes en orbite basse et est utilisée pour placer en orbite les modules de la Station spatiale chinoise. Son vol inaugural a lieu le 5 mai 2020.

### Assemblage et utilisation de la Station spatiale chinoise

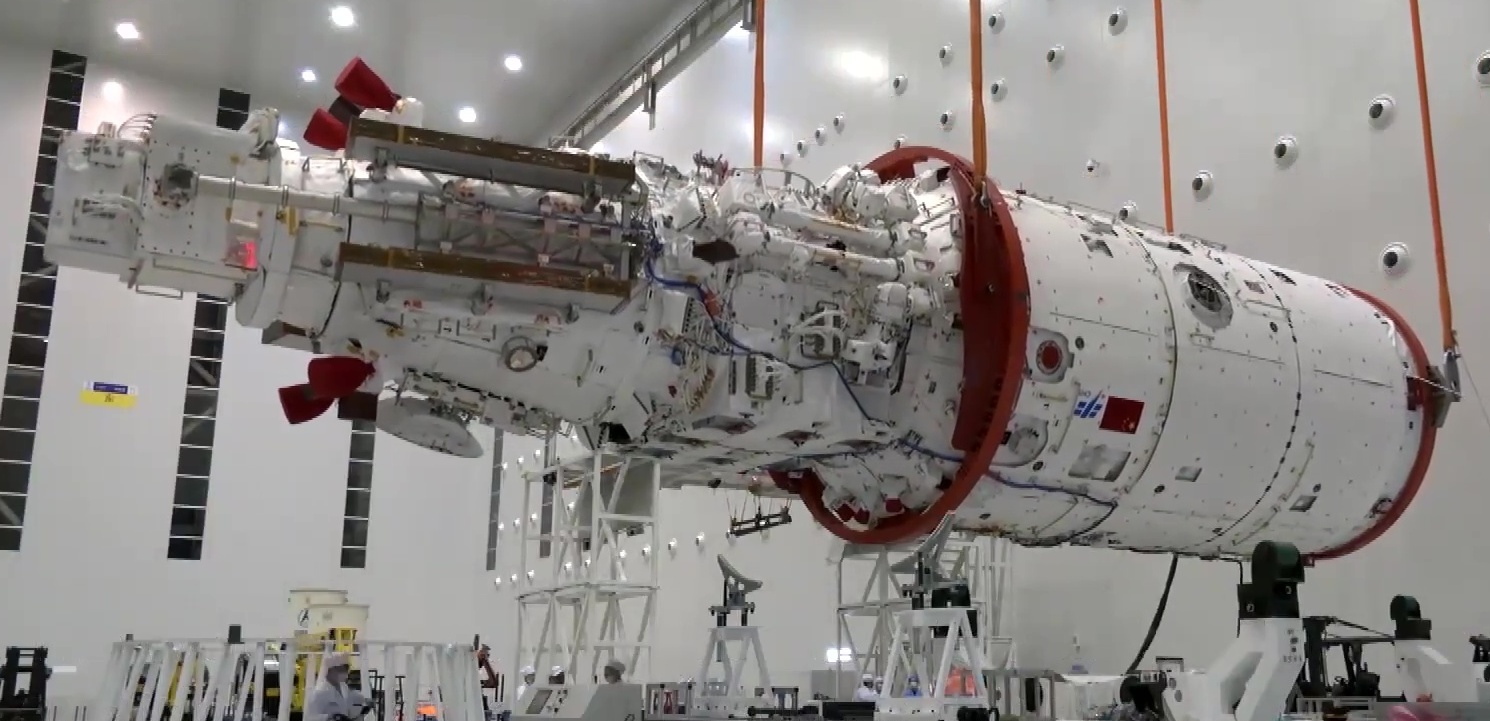
Module Wentian de la Station spatiale chinoise.

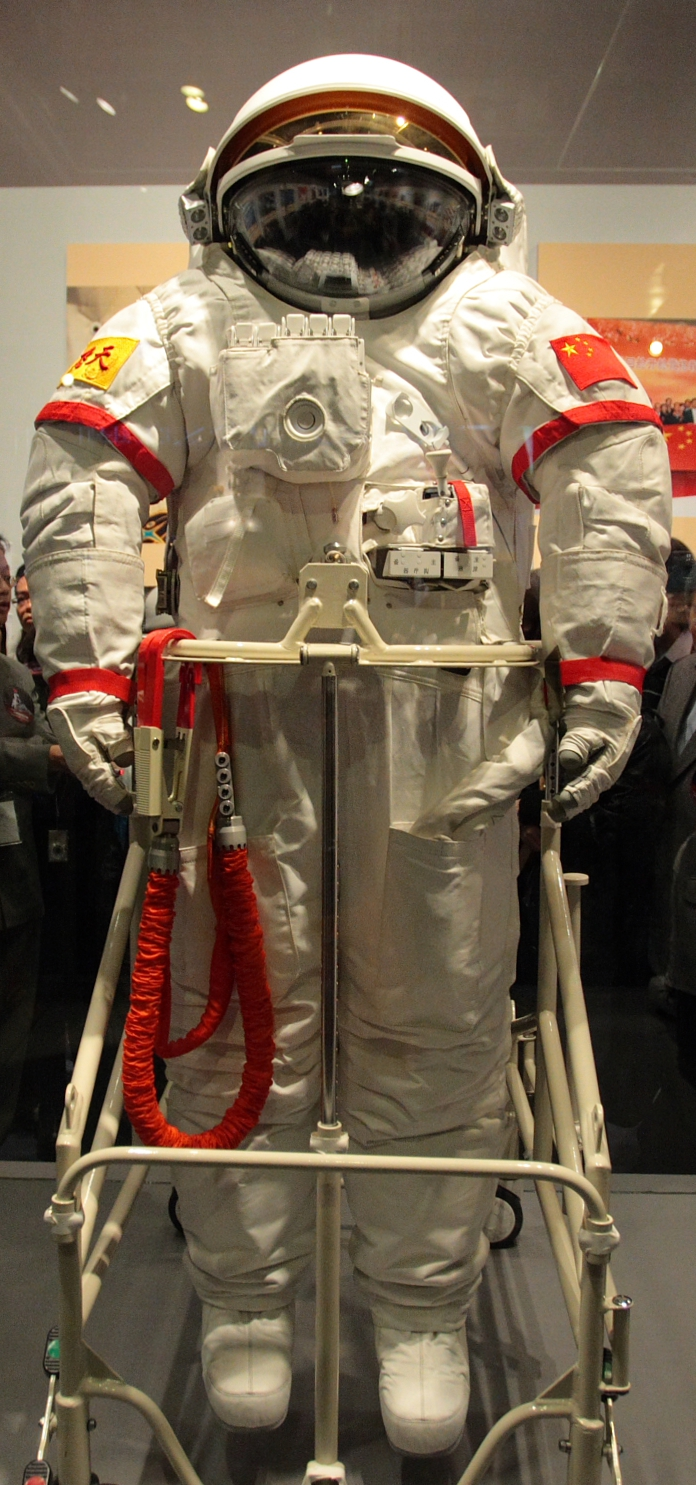
Combinaison spatiale Feitan utilisée pour les sorties extravéhiculaires.

La Chine développe une station spatiale de grande taille (60 tonnes) baptisée Grande station spatiale modulaire chinoise. Celle-ci comprend trois modules ayant chacun une masse d'environ 22 tonnes : le module central « Tian He » et les laboratoires spatiaux « Wengtian » et « Mengtian »,. Chaque module serait placé en orbite par la lanceur Longue Marche 5 qui a effectué son vol inaugural en 2016. La mise en place a débuté en 2020 et la station spatiale fut opérationnelle en 2022. Il est prévu que des équipages de trois personnes y séjournent six mois en étant ravitaillés par le vaisseau cargo Tianzhou.

### Objectif Lune
La Chine étudie depuis les années 2010 le développement de Longue Marche 9 (CZ-9), un lanceur capable de placer 130 tonnes en orbite basse. Ce lanceur est associé à un projet de programme lunaire avec équipage. Toutefois l'échec du deuxième vol du lanceur Longue Marche 5 semble avoir entrainé un report du projet reposant sur le CZ-9. Un lanceur de capacité intermédiaire (70 tonnes) serait en développement et permettrait d'atteindre les mêmes objectifs en mettant en place une station spatiale lunaire à l'image de ce qui est envisagé pour le programme Artemis de la NASA. La Chine a annoncé en 2018 par des canaux non officiels qu'elle prévoyait d'envoyer d'ici dix ans des astronautes chinois à la surface de la Lune. L'échéance du programme lunaire chinois semble se situer en 2030 ou au delà. Les premiers éléments de ce programme lunaire sont toutefois dès à présent visibles à travers le développement d'un nouveau vaisseau spatial, remplaçant du vaisseau Shenzhou. Les premières images, montrant ce vaisseau (connu seulement sous l'appellation de vaisseau avec équipage de nouvelle génération) à un stade d'assemblage avancé, ont été publiées en 2019. Deux versions sont prévues : la version légère de 14 tonnes est utilisée pour la desserte de l'orbite basse. La version plus lourde (20 tonnes) permettrait d'emmener un équipage au-delà de l'orbite basse. Le vaisseau a une configuration classique avec un module pressurisé de forme conique où se tient l'équipage et un module de service cylindrique. L'architecture mixte des solutions retenues par CST-100 Starliner et Crew Dragon : les parachutes sont stockés à la base de la capsule pressurisée (Dragon), la propulsion est logée dans le module de service (CST-100) et l'atterrissage s'effectue sur terre à l'aide d'airbags gonflables (CST-100). Le vaisseau prendrait en charge aussi bien la relève des équipages que le ravitaillement remplaçant dans ce rôle le vaisseau Tianzhou,. Le vaisseau effectue son premier vol d'essai en décollant le 5 mai 2020 avant de venir se poser avec succès sur Terre le 8 mai 2020.
Dans une première phase du programme une mission lunaire comprendrait deux lancements : le premier emportant le module lunaire, le second le vaisseau spatial habité chinois de nouvelle génération avec l'équipage. Les deux modules s'amarrerait en orbite lunaire haute puis l'orbite serait abaissée pour permettre l'atterrissage sur la Lune. Le module lunaire pourrait embarquer un équipage de deux personnes et serait composé d'un étage de descente largué juste avant l'atterrissage et d'un module pressurisé de 5 tonnes (disposant d'un delta-V de 2 640 m/s) contenant l'équipage qui serait chargé après une brève exploration de ramener en orbite les deux astronautes et de réaliser un rendez vous avec le vaisseau principal pour le transfert de l'équipage. La deuxième mission utiliserait un module lunaire disposant d'une capacité d'emport fortement accrue et s'appuierait sur une station spatiale en orbite autour de la Lune.

## Véhicules du programme spatial habité chinois

### Vaisseau Shenzhou

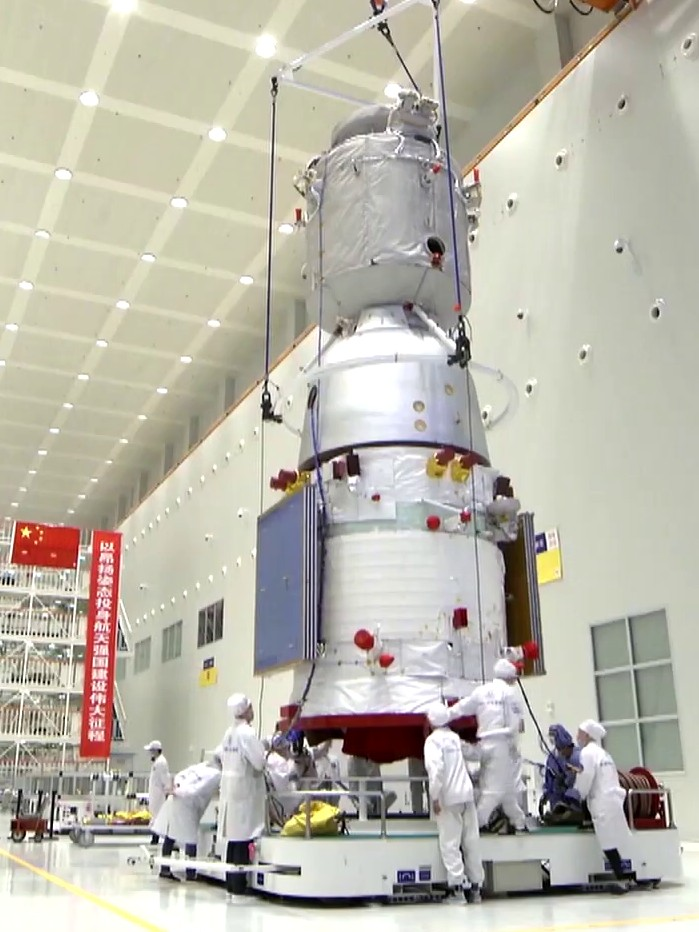
Vaisseau spatial Shenzhou complètement assemblé.

Le vaisseau Shenzhou développé pour le programme spatial chinois est au niveau de sa structure très proche du vaisseau russe Soyouz. Comme celui-ci il peut transporter trois passagers et comporte trois modules (module de service, de descente et orbital). Par rapport à Soyouz, le vaisseau Shenzhou est légèrement plus grand et le module orbital dans la version utilisée pour les premiers vols est équipé de panneaux solaires de 12 m2, ce qui le rend autonome. Les modules orbitaux des missions sans équipage Shenzhou 3 et Shenzhou 4 ont pu ainsi effectuer des vols de six mois de façon autonome, c'est-à-dire après que le module de service et le module de descente ont été largués,.
| Module             | Caractéristique   | Shenzhou   | Soyouz      |
| ------------------ | ----------------- | ---------- | ----------- |
| Vaisseau complet   | Masse             | 7,8 tonnes | 7,21 tonnes |
| Vaisseau complet   | Longueur          | 9,15 m     | 6,98 m      |
| Vaisseau complet   | Diamètre maximal  | 2,8 m      | 2,6 m       |
| Module de service  | Masse             | 3 tonnes   | 2,95 tonnes |
| Module de service  | dont ergols       | 1 100 kg   | 900 kg      |
| Module de service  | Longueur          | 2,94 m     | 2,3 m       |
| Module de service  | Diamètre maximal  | 2,8 m      | 2,2 m       |
| Module de service  | Panneaux solaires | 2 × 24 m2  | 2           |
| Module de descente | Masse             | 3,2 tonnes | 3 tonnes    |
| Module de descente | Longueur          | 2,5 m      | 1,9 m       |
| Module de descente | Diamètre maximal  | 2,5 m      | 1,17 m      |
| Module orbital     | Masse             | 2 tonnes   | 1,3 tonne   |
| Module orbital     | Longueur          | 2,8 m      | 2,2 m       |
| Module orbital     | Diamètre maximal  | 2,8 m      | 2,25 m      |
| Module orbital     | Panneaux solaires | 2 × 12 m2  | aucun       |

### Le lanceur Longue Marche 2F
Le vaisseau Shenzhou est lancé par une fusée CZ-2F ou Longue Marche 2F depuis la base de lancement de Jiuquan. Il s'agit d'une version modifiée du lanceur Longue Marche 2E par ajout de systèmes de sécurité augmentant les chances de survie de l'équipage en cas de panne et quelques renforts structurels. La fusée mesure 62 mètres de haut et pèse 477 tonnes. Elle peut placer 8,5 tonnes sur une orbite basse de 500 km.

### Station spatiale Tiangong
La Chine lance deux prototypes de station spatiale - Tiangong 1 en 2011 et Tiangong 2 en 2016 - qui permettent la mise au point de ce type d'engin et la maitrise des procédures associées à son fonctionnement. Elles sont occupées brièvement par des équipages.
La station spatiale a la forme d'un cylindre d'une longueur de 10,4 mètres et d'un diamètre maximal de 2,8 mètres constitué de deux sous-ensembles : le module de service non habitable et de diamètre réduit dans lequel se trouvent les équipements chargés de la production d'énergie ainsi que la propulsion principale et le module orbital, pressurisé, qui sert à la fois de lieu de vie et de travail. Cette architecture s'inspire de celle de la première station spatiale russe Saliout mais à une échelle réduite car le lanceur chinois le plus puissant (Longue Marche 2F) ne permet de lancer que les 8,4 tonnes de la station soit la moitié de la masse de la première station soviétique Saliout (18,5 tonnes).
Sur ces 8,4 tonnes, le module de service représente 3,5 tonnes. Celui-ci dérive du module de service du vaisseau Shenzhou. Il comprend les réservoirs de carburant, d'oxygène et d'eau qui permettent à un équipage de trois personnes de séjourner durant quinze jours. La propulsion comprend deux moteurs-fusées dotés de tuyères allongées et brûlant un mélange hypergolique de méthylhydrazine et de peroxyde d'azote qui permettent d'effectuer les corrections de trajectoire. Huit petits moteurs verniers situés à la base du module sont utilisés pour les ajustements fins. Quatre groupes de deux petits propulseurs sont utilisés pour le contrôle de l'orientation de la station en lacet et tangage. Les ergols sont sans doute stockés dans quatre réservoirs de 230 litres pouvant contenir en tout environ 1 tonne de carburant. Les ergols sont pressurisés avant injection dans les moteurs-fusées à l'aide d'hélium stocké sous haute pression dans deux réservoirs de 20 litres. Le contrôle du roulis est effectué à l'aide d'autres petits propulseurs. Deux panneaux solaires (dimension 3,1 × 10 m) composés chacun de quatre sections et fixés sur le module de service fournissent en moyenne 2,6 kW d'énergie électrique (6 kW en pointe). Ils sont en permanence orientés automatiquement vers le Soleil grâce à des capteurs solaires dédiés. Les panneaux solaires sont déployés en orbite et portent l'envergure de la station à 23 mètres. L'énergie est stockée dans des batteries zinc-argent. Comme les vaisseaux Shenzhou, le circuit électrique distribue l'électricité sous un voltage de 28 volts,.
Le module orbital est un nouveau développement. Il est doté d'un unique port d'amarrage de type APAS inspiré du système russe et situé à son extrémité dans le prolongement de l'axe du cylindre. Le système d'amarrage est passif c'est-à-dire que la partie active doit être présente sur le vaisseau venant s'amarrer à la station. Le diamètre intérieur de l'écoutille est de 80 centimètres. L'espace habitable est d'environ 14,4 m3 (2 × 1,8 × 4 m). L'absence d'un deuxième système d'amarrage ne permet pas le ravitaillement par un vaisseau cargo ou le relais d'un équipage par un autre. La station dispose d'un système de support vie qui permet le séjour d'un équipage mais l'absence de système de recyclage de l'oxygène et de l'eau ainsi que l'impossibilité de faire accoster un vaisseau de ravitaillement limite la durée des séjours,.

### Cargo spatial Tianzhou

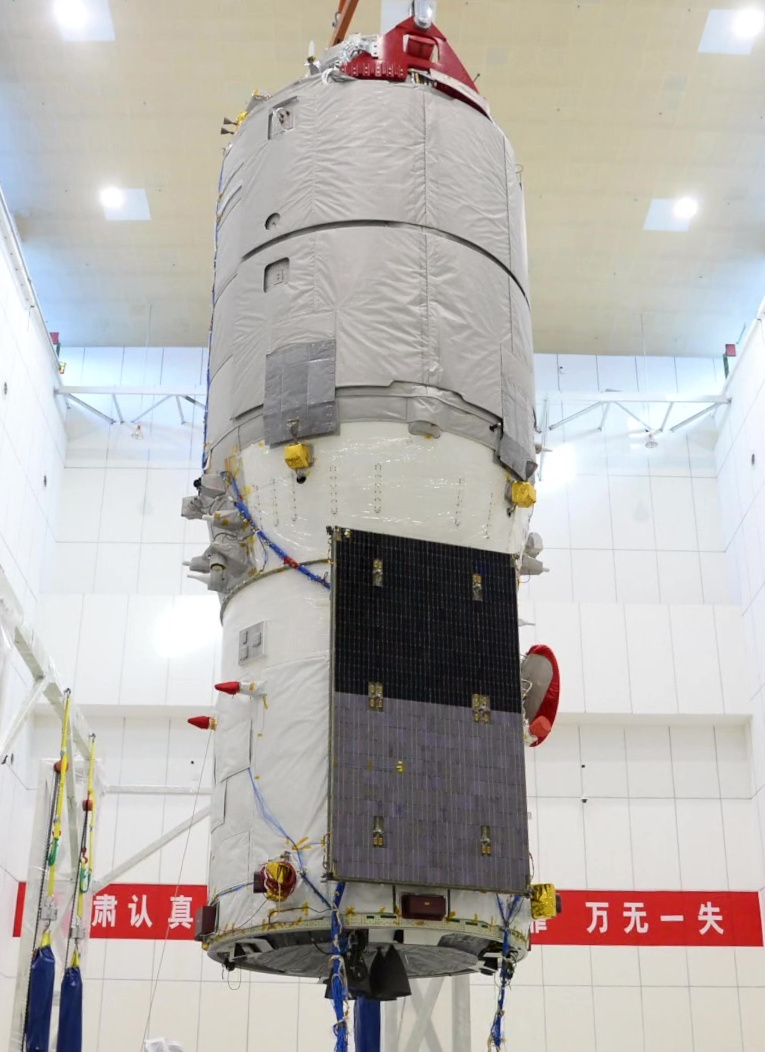
Un cargo spatial Tianzhou peu avant son lancement.

Le cargo spatial Tianzhou permet le ravitaillement de la station spatiale chinoise en ergols, nourriture, oxygène ainsi que la récupération des déchets produits au cours des séjours dans la station qui seront détruits avec le vaisseau cargo lors de sa rentrée dans l'atmosphère. De manière classique, le cargo spatial Tianzhou comprend deux sous-ensembles : le module de service dans lequel se trouve la propulsion, le système d'énergie et les différents équipements nécessaires au fonctionnement du vaisseau, et le module orbital contenant le fret. D'une masse de 13,5 tonnes, il est long de 10,4 mètres et a diamètre maximal de 3,35 mètres. Il est placé en orbite par le lanceur Longue Marche 7.
Le module de service est similaire au module de service de la station spatiale Tiangong 1 avec quelques modifications : un nombre plus important de réservoirs d'ergols, et un système de propulsion plus puissant (poussée multipliée par une facteur de 1,6). Le module est long de 3,3 mètres et a un diamètre de 2,8 mètres. La propulsion principale utilisée pour les manœuvres orbitales est constituée de quatre moteurs-fusées d'une poussée unitaire de 490 newtons qui utilisent des ergols hypergoliques (hydrazine et peroxyde d'azote). Trois panneaux solaires déployés en orbite et constitués de cellules solaires triple jonction à base d'arséniure de gallium ont une puissance électrique de 4,5 kW et fournissent en moyenne 1,9 kW.
Le module cargo a une longueur de cinq mètres et dispose dans sa version de base d'une soute pressurisée pour transporter le fret dont le volume est de 15 m3. Ce module dispose à l'extérieur de radiateurs qui permettent de dissiper jusqu'à 2 kW de chaleur. Ce système de régulation thermique est utilisé pour le module cargo mais également pour le module de service grâce à un réseau de caloducs. La partie avant est équipée d'une écoutille de type APAS qui permet également d'établir des liaisons électriques ainsi que quatre canalisations utilisées pour le transfert des fluides (oxygène, eau, ergols) dans les réservoirs de la station spatiale.

### Station spatiale chinoise

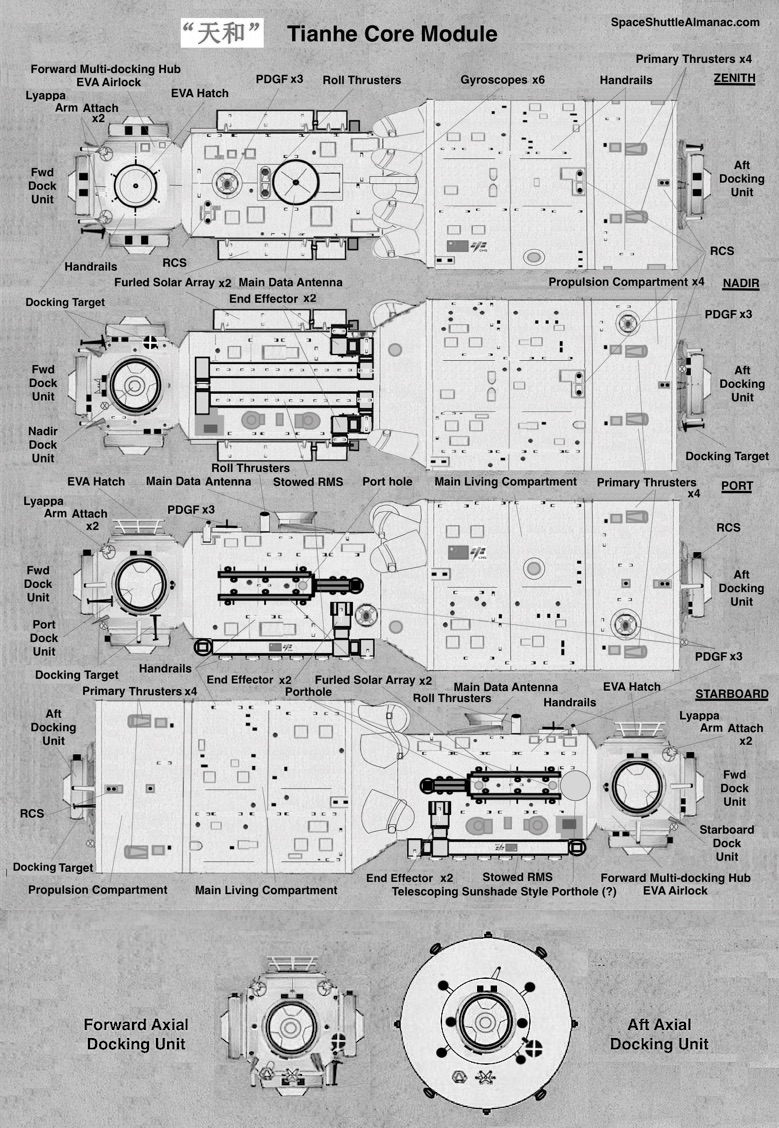
Plan du module central Tian He.

La Station spatiale chinoise est une station spatiale d'une soixantaine de tonnes comportant trois modules. Elle circule sur une orbite basse à une altitude comprise entre 300 et 400 kilomètres. Elle est conçue pour permettre des séjours longs (six mois) d'un équipage de trois personnes. La station spatiale doit permettre d'effectuer des expériences scientifiques en micro gravité, contribuer à la mise au point de technologies spatiales et préparer les équipages chinois aux vols de longue durée. Elle est desservie par le vaisseau ravitailleur Tianzhou et héberge pour des durées de six mois les équipages dont la relève est assurée par le vaisseau Shenzhou.
La station est composée de trois modules de 22 tonnes chacun environ. Le module central Tianhe est le cœur de la station, les autres modules ainsi que les vaisseaux habités Shenzhou et de ravitaillement Tianzhou y sont amarrés. Il contient les quartiers de l'équipage, le centre de contrôle de la station, un sas pour les sorties extravéhiculaires avant l'arrivée de Wentian, et des équipements scientifiques. Les deux modules expérimentaux Wentian et Mengtian lui sont amarrés latéralement, ils disposent chacun d'une paire de grands panneaux solaires et sont en premier lieu destinés à la recherche scientifique. Wentian comporte de plus un centre de contrôle de secours et un sas pour les sorties extravéhiculaires, Mengtian possède un sas destiné aux équipements scientifiques. La station est équipée d'un bras robotique principal de 10,2 mètres ainsi que d'un second de 5 mètres qui peuvent être utilisés séparément ou bout à bout.
Le volume interne total de la station est de 110 m3 et les panneaux solaires fournissent une puissance électrique de 27 kilowatts. L'atmosphère de la station est maintenue entre 19 °C et 26 °C, avec une pression atmosphérique entre 81 kPa et 104 kPa. Un équipage de trois astronautes peut séjourner en permanence à bord de la station, et jusqu'à six lors des changements d'équipage. Le télescope spatial Xuntian, doté d'une résolution angulaire similaire à Hubble mais avec un champ de vue 300 fois plus grand, doit être placé sur la même orbite que la station spatiale afin de pouvoir s'y amarrer périodiquement pour être ravitaillé en ergols et entretenu par les astronautes lors de sorties extravéhiculaires.

Modules de la station spatiale chinoise
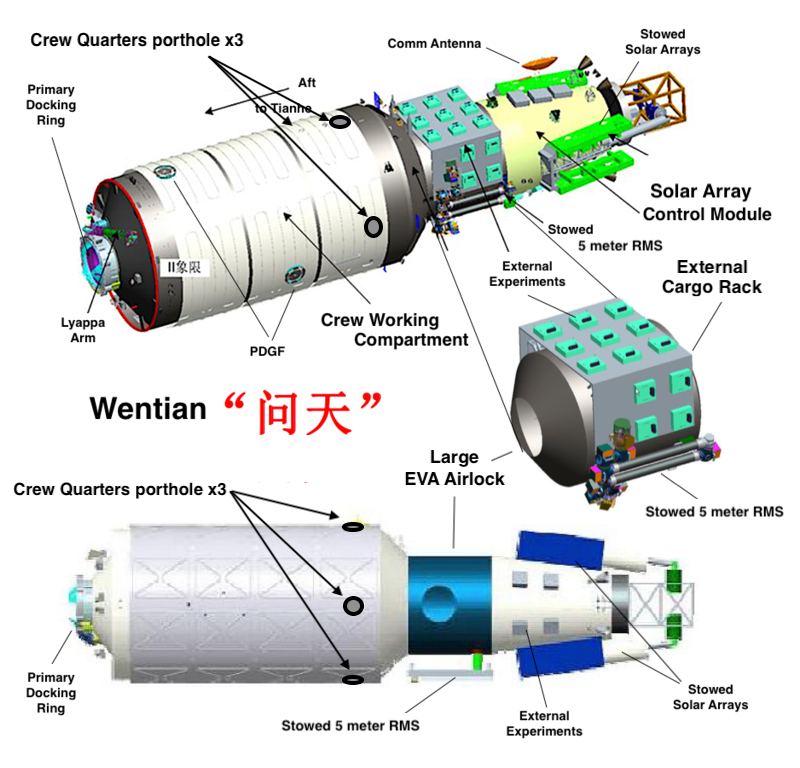
Schéma du module Wentian.
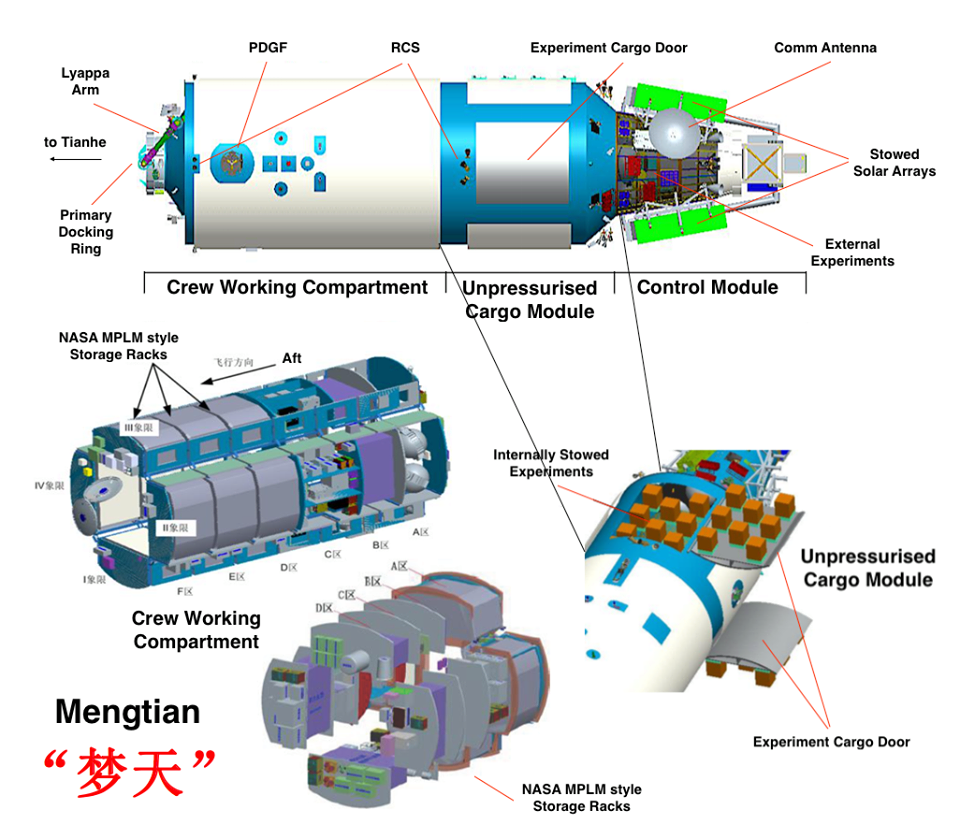
Schéma du module Mengtian.

### Vaisseau spatial habité chinois de nouvelle génération

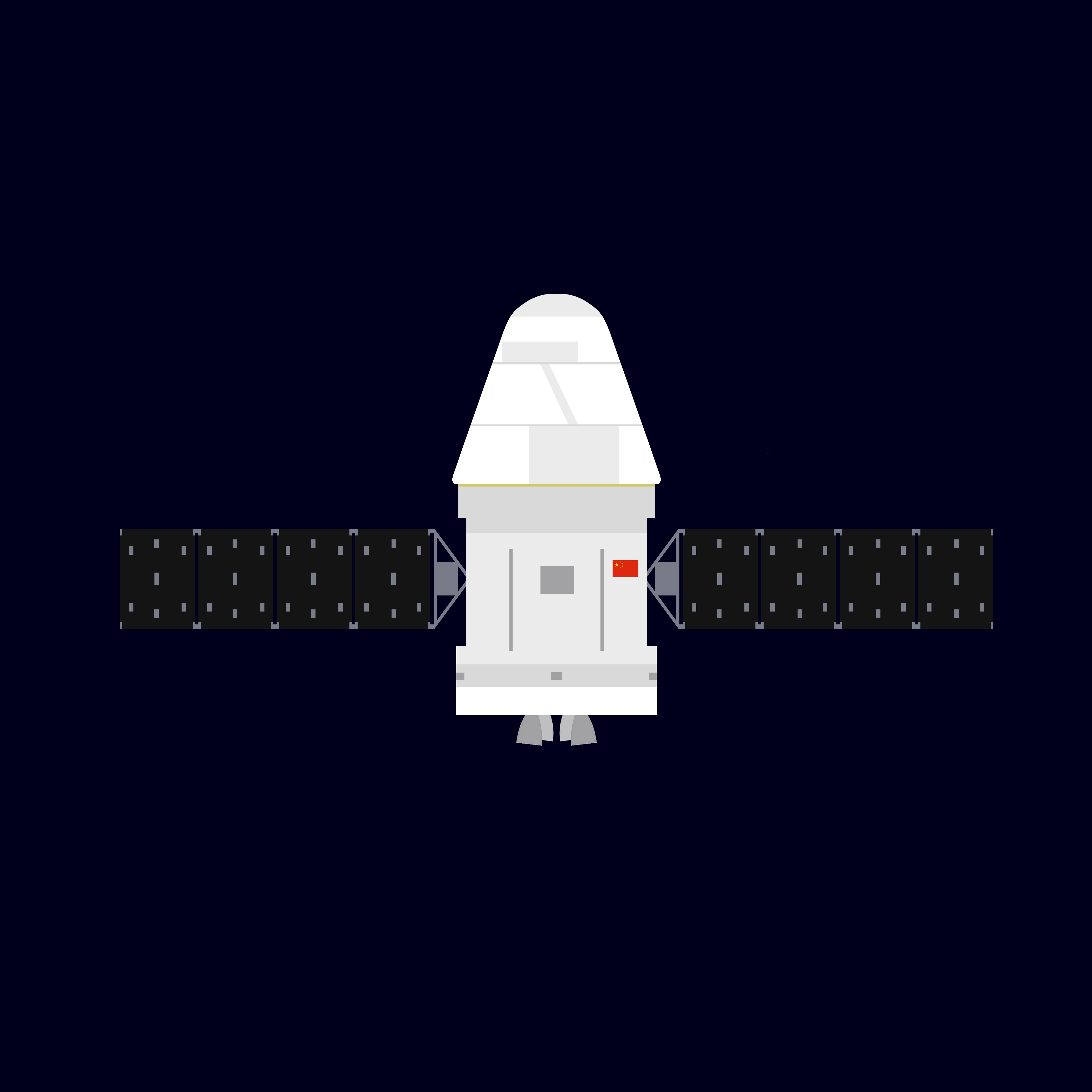
Vue d'artiste du vaisseau spatial habité chinois de nouvelle génération.

Le vaisseau spatial habité chinois de nouvelle génération abandonne l'héritage du vaisseau Shenzhou, lui même tiré du Soyouz, pour une architecture similaire au module de commande Apollo ou au vaisseau Orion de la NASA. Il est composé d'un module de retour (en chinois: 返回舱) de forme conique où séjournent les astronautes, et d'un module de service (en chinois: 服务舱) cylindrique contenant toutes les fonctions non nécessaires au retour sur Terre, dont la propulsion principale. Le système de Guidage, Navigation et Contrôle est conçu pour être grandement automatisé et capable de manœuvrer le vaisseau indépendamment du contrôle au sol. Le vaisseau est doté d'un port d'amarrage et d'un écoutille similaire au NASA Docking System protégés par un cône amovible, tandis que l'énergie est fournie par deux panneaux solaires. Le vaisseau spatial est conçu pour emporter trois astronautes avec 500 kilogrammes de fret. L'équipage peut monter à 6 ou 7 personnes est possible sans fret. Il est capable de voler librement durant 21 jours avec un équipage, et 2 ans amarré à une station spatiale ou à un véhicule interplanétaire. Sa masse est comprise entre 14 tonnes (desserte de l'orbite basse et 21,6 tonnes (destinations lunaires). Il est long de 8,8 mètres pour un diamètre maximal de 4,5 mètres. Sa propulsion peut fournir un delta-V (changement de vitesse total) de 2 000 m/s en version lunaire.

## Corps des astronautes chinois
Le corps des astronautes chinois a été constitué progressivement au fur et à mesure de la montée en puissance du programme spatial habité. Comme dans le cas de l'Union soviétique et des États-Unis à ses débuts, les personnes sélectionnées sont généralement des militaires avec une proportion notable de pilotes.
La première sélection a lieu en 1996. Les deux personnes sélectionnées sont entrainées au centre Youri Gagarine près de Moscou mais aucun ne volera. En janvier 1998, douze personnes sont sélectionnées et en 2020 sept autres personnes dont les deux premières femmes. Les missions réalisées jusqu'à 2022 vont puiser leurs effectifs parmi ces deux sélections. En 2020 une nouvelle promotion est sélectionnée. Elle comprend une seule femme. Trois types de profil sont définis : pilotes de vaisseau spatial (sept personnes), ingénieurs de vol (sept personnes à l'origine chercheurs ou techniciens du secteur aéronautique ou des domaines associés) et quatre spécialistes de mission.

## Segment terrestre
Le Centre de contrôle du vol aérospatial de Pékin, situé dans la banlieue nord-ouest de Pékin, assure le suivi des missions du programme spatial habité chinois. La Chine dispose d'un réseau de stations terriennes pour le suivi et les liaisons avec les vaisseaux en orbite qui est relativement dense sur le territoire chinois mais comporte peu de stations ailleurs. Elle des accords avec la France, le Brésil, la Suède et l'Australie pour pouvoir utiliser les stations de ces pays. Les communications peuvent être également relayées par des navires spécialisés (Classe Yuan Wang) mais surtout par les satellites Tianlian en orbite géostationnaire qui jouent un rôle analogue aux TDRS de la NASA et aux Loutch russes.

## Liste des missions du programme spatial habité chinois
Types de mission：
| Nom de la mission              | Date              | Lanceur          | Equipage                                   | Durée     | Description |
| ------------------------------ | ----------------- | ---------------- | ------------------------------------------ | --------- | --- |
| Shenzhou 1                     | 19 novembre 1999  | Longue Marche 2F |                                            | 21 h      | Test du vaisseau Shenzhou sans équipage. |
| Shenzhou 2                     | 9 janvier 2001    | Longue Marche 2F |                                            | 7 j 10 h  | Test du vaisseau emportant des expériences scientifiques dont animaux. Echec partiel.                                                          |
| Shenzhou 3                     | 25 mars 2002      | Longue Marche 2F |                                            | 6 j 18 h  | Test du vaisseau avec un mannequin. |
| Shenzhou 4                     | 30 décembre 2002  | Longue Marche 2F |                                            | 6 j 18 h  | Test du vaisseau comprenant deux mannequins et plusieurs expériences scientifiques.                                                            |
| Shenzhou 5                     | 15 octobre 2003   | Longue Marche 2F | Yang Liwei                                 | 21 h      | Premier vol chinois avec équipage. 14 orbites effectuées.                                                                                      |
| Shenzhou 6                     | 12 octobre 2005   | Longue Marche 2F | Fei Junlong Nie Haisheng                   | 4 j 19 h  | Équipage de deux astronautes; mission de cinq jours.                                                                                           |
| Shenzhou 7                     | 25 septembre 2008 | Longue Marche 2F | Zhai Zhigang, Liu Boming, Jing Haipeng     | 2 j 20 h  | Premier équipage de trois astronautes; Première sortie extravéhiculaire chinoise.                                                              |
| Tiangong 1                     | 29 septembre 2011 | Longue Marche 2F |                                            |           | Premier prototype de la station spatiale. Fin (destruction durant rentrée atmosphérique) en avril 2018.                                        |
| Shenzhou 8                     | 31 octobre 2011   | Longue Marche 2F |                                            | 16 j 13 h | Test sans équipage. Première manœuvre de rendez-vous et d'amarrage automatique (à la station Tiangong 1).                                      |
| Shenzhou 9                     | 16 juin 2012      | Longue Marche 2F | Jing Haipeng, Liu Wang, Liu Yang           | 12 j 15 h | Première femme chinoise (Liu Yang). Rendez-vous automatique et manuel et amarrage avec Tiangong 1. Premier séjour dans une station spatiale.   |
| Shenzhou 10                    | 11 juin 2013      | Longue Marche 2F | Nie Haisheng, Zhang Xiaoguang, Wang Yaping | 14 j 14 h | Deuxième et dernier séjour à bord Tiangong 1.                                                                                                  |
| Vol inaugural Longue Marche 7  | 25 juin 2016      | Longue Marche 7  |                                            |           | Emporte une maquette du Vaisseau spatial habité chinois de nouvelle génération.                                                                |
| Tiangong 2                     | 15 septembre 2016 | Longue Marche 2F |                                            |           | Deuxième prototype de la station spatiale. Fin (destruction durant rentrée atmosphérique) en juillet 2019.                                     |
| Shenzhou 11                    | 17 octobre 2016   | Longue Marche 2F | Jing Haipeng, Chen Dong                    | 32 j 6 h  | Premier et unique séjour à bord de Tiangong 2. Mission de longue durée (un mois).                                                              |
| Tianzhou 1                     | 20 avril 2017     | Longue Marche 7  |                                            |           | Premier vol de ce cargo spatial. Effectue un test de ravitaillement en orbite. Destruction durant la rentrée atmosphérique) en septembre 2017. |
| Vol inaugural Longue Marche 5B | 29 avril 2021     | Longue Marche 5B |                                            | 3 jours   | Emporte un prototype du Vaisseau spatial habité chinois de nouvelle génération.                                                                |
| Tianhe                         | 29 septembre 2021 | Longue Marche 5B |                                            |           | Lancement du premier module (module central) de la Station spatiale chinoise.                                                                  |
| Tianzhou 2                     | 29 mai 2021       | Longue Marche 7  |                                            |           | Premier ravitaillement de la station spatiale. Destruction durant la rentrée atmosphérique en mars 2017.                                       |
| Shenzhou 12                    | 17 juin 2021      | Longue Marche 2F | Nie Haisheng, Liu Boming, Tang Hongbo      | 92 j 4 h  | Premier sejour à bord de la Station spatiale chinoise. Mission de longue durée (trois mois).                                                   |
| Tianzhou 3                     | 20 septembre 2021 | Longue Marche 7  |                                            |           | Ravitaillement de la station spatiale. Destruction durant la rentrée atmosphérique en juillet 2022.                                            |
| Shenzhou 13                    | 15 octobre 2021   | Longue Marche 2F | Zhai Zhigang, Wang Yaping, Ye Guangfu      | 182 j 9 h | Séjour de longue durée à bord de la Station spatiale chinoise. Première sortie extravéhiculaire d'une chinoise.                                |
| Tianzhou 4                     | 9 mai 2022        | Longue Marche 7  |                                            |           | Ravitaillement de la station spatiale. Destruction durant la rentrée atmosphérique en novembre 2022.                                           |
| Shenzhou 14                    | 5 juin 2022       | Longue Marche 2F | Chen Dong, Liu Yang, Cai Xuzhe             | 182 j 9 h | Deuxième séjour de longue durée à bord de la Station spatiale chinoise.                                                                        |
| Wentian                        | 24 juillet 2022   | Longue Marche 5B |                                            |           | Lancement du deuxième module (laboratoire spatial) de la Station spatiale chinoise.                                                            |
| Mengtian                       | 31 octobre 2022   | Longue Marche 5B |                                            |           | Lancement du troisième module (laboratoire spatial) de la Station spatiale chinoise.                                                           |
| Tianzhou 5                     | 12 novembre 2022  | Longue Marche 7  |                                            |           | Ravitaillement de la station spatiale. |
| Shenzhou 15                    | 29 novembre 2022  | Longue Marche 2F | Fei Junlong, Deng Qingming, Zhang Lu       | 6 mois    | Troisième séjour de longue durée à bord de la Station spatiale chinoise.                                                                       |
| Tianzhou 6                     | 10 mai 2023       | Longue Marche 7  |                                            |           | Ravitaillement de la station spatiale. |
| Shenzhou 16                    | 30 mai 2023       | Longue Marche 2F | Jing Haipeng, Zhu Yangzhu, Gui Haichao     | 6 mois    | Quatrième séjour de longue durée à bord de la Station spatiale chinoise.                                                                       |
| Shenzhou 17                    | 26 octobre 2023   | Longue Marche 2F | Tang Hongbo, Tang Shengjie, Jiang Xinlin   | 6 mois    | Cinquième séjour de longue durée à bord de la Station spatiale chinoise.                                                                       |
| Tianzhou 7                     | 17 janvier 2024   | Longue Marche 7  |                                            |           | Ravitaillement de la station spatiale. |